# 리타 코데이

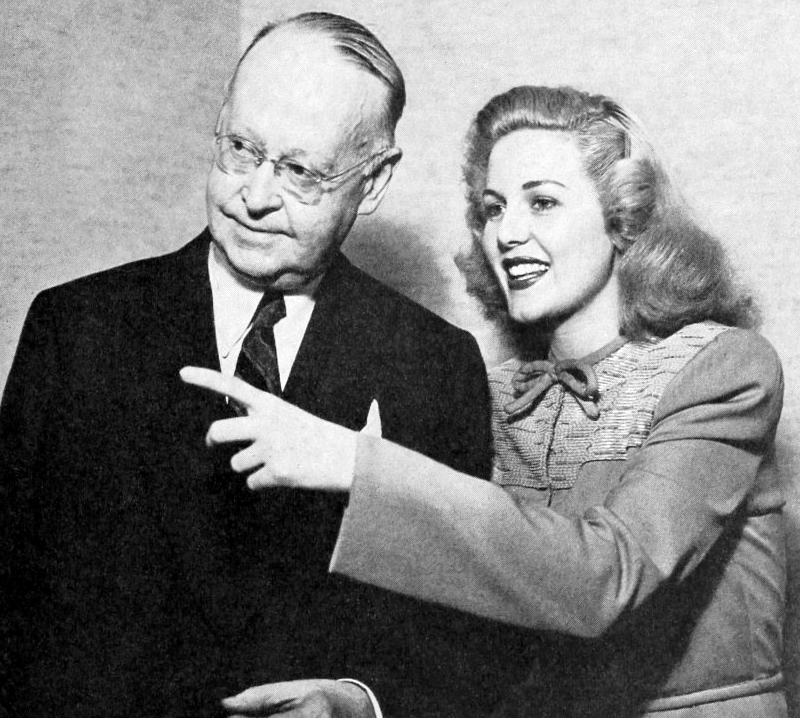

리타 코데이(Rita Corday, 1920년 10월 20일 ~ 1992년 11월 23일)는 미국의 배우, 영화배우이다.
타히티섬에서 태어났다.

## 영화
- 비코즈 유어 마인 (1952년)
- 투 영 투 키스 (1951년)
- 탈주(영어판) (1947년) - 케이티 역
- 딕 트레이시 대 큐볼 (1946년)
- 신체 강탈자 (1945년)